# Campanula hieracioides
Campanula hieracioides là loài thực vật có hoa trong họ Hoa chuông. Loài này được Kolak. mô tả khoa học đầu tiên năm 1947.